# برت بیورس
برت بیورس (انگلیسی: Brett Beavers؛ زادهٔ ویکو، تگزاس) موسیقی‌دان موسیقی کانتری اهل ایالات متحده آمریکا است.